# Бретт Маклін
Бретт Маклін (англ. Brett McLean; нар. 14 серпня 1978, Комокс, провінція Британська Колумбія) — канадський хокеїст, нападник.

## Кар'єра
Бретт у Драфті НХЛ 1997 року був обраний під 242-й номером клубом «Даллас Старс». Незважаючи на його успіхи у клубі «Келона Рокетс» (ЗХЛ), нападник так і не уклав контракт із «зірками». П'ять років він виступав в нижчих лігах за фарм-клуби «Калгарі Флеймс» та «Міннесота Вайлд» до моменту підписання контракту з «Чикаго Блекгокс» та дебютує в НХЛ у сезоні 2002/03.
У сезоні 2003/04, Маклін проводить свій перший повний рік у НХЛ, закинув 11 голів та зробив 20 результативних передач у складі «Блекгокс». Свою першу шайбу закинув у третьому матчі 16 жовтня 2003 в якому поступились «Колумбус Блю-Джекетс» 1:2. Як вільний агент підписує контракт з «Колорадо Аваланч» 21 липня 2004 року. У сезоні 2004/05 нападник приєднався до шведського клубу «Мальме Редгокс» у НХЛ на той час був локаут. 
У сезоні 2005/06  у складі «лавин» набра 40 очок (9+31), наступного сезону набрав 35 очок (15+20).
1 липня 2007 Маклін підписав контракт з «Флорида Пантерс» на три роки. У своєму першому сезоні у складі «пантер» посів 5-е місце серед бомбардирів команди набравши 37 очок у 67 іграх. Наступний сезон став менш вдалим, у регулярному сезоні відіграв усі 80 матчів але набрав лише 19 очок (7+12).
9 вересня 2009, Бретт був запрошений до тренувального табору «Тампа-Бей Лайтнінг» але не пробився до основного складу. 10 жовтня 2009, Маклін підписав контракт з швейцарським клубом СК «Берн», де і провів наступні два роки.
1 липня 2011 року, після двох років, проведених в Європі, Маклін підписав контракт з «Чикаго Блекгокс», але не закріпився в основному складі і змушений був виступати за фарм-клуб «Рокфорд АйсХогс» (АХЛ). В середині сезону 2011/12 Маклін повернувся до Швейцарії, де уклав контракт з ХК «Лугано», потім його продовжив на наступний сезон переуклавши 15 березня 2012.

## Нагороди та досягнення
- Чемпіон Швейцарії у складі СК «Берн» — 2010.
- Переможець Кубка Шпенглера у складі збірної Канади — 2012.

## Статистика
| Сезон     | Клуб                    | Ліга      | Регулярний сезон | Регулярний сезон | Регулярний сезон | Регулярний сезон | Регулярний сезон | Плей-оф | Плей-оф | Плей-оф | Плей-оф | Плей-оф |
| Сезон     | Клуб                    | Ліга      | І                | Г                | П                | О                | ШХ               | І       | Г       | П       | О       | ШХ      |
| --------- | ----------------------- | --------- | ---------------- | ---------------- | ---------------- | ---------------- | ---------------- | ------- | ------- | ------- | ------- | ------- |
| 1994–95   | «Такома Рокетс»         | ЗХЛ       | 67               | 11               | 23               | 34               | 33               | 4       | 0       | 1       | 1       | 0       |
| 1995–96   | «Келона Рокетс»         | ЗХЛ       | 71               | 37               | 42               | 79               | 60               | 6       | 2       | 2       | 4       | 6       |
| 1996–97   | «Келона Рокетс»         | ЗХЛ       | 72               | 44               | 60               | 104              | 96               | 6       | 4       | 2       | 6       | 12      |
| 1997–98   | «Келона Рокетс»         | ЗХЛ       | 54               | 42               | 46               | 88               | 91               | 7       | 4       | 5       | 9       | 17      |
| 1998–99   | «Келона Рокетс»         | ЗХЛ       | 44               | 32               | 38               | 70               | 46               | —       | —       | —       | —       | —       |
| 1998–99   | «Брендон Вет Кінгс»     | ЗХЛ       | 21               | 15               | 16               | 31               | 20               | 5       | 1       | 6       | 7       | 8       |
| 1998–99   | «Цинциннаті Майті-Дакс» | АХЛ       | 7                | 0                | 3                | 3                | 6                | —       | —       | —       | —       | —       |
| 1999–00   | «Джонстаун Чіфс»        | ECHL      | 8                | 4                | 7                | 11               | 6                | —       | —       | —       | —       | —       |
| 1999–00   | «Сент-Джон Флеймс»      | АХЛ       | 72               | 15               | 23               | 38               | 115              | 3       | 0       | 1       | 1       | 2       |
| 2000–01   | «Клівленд Ламберджекс»  | IHL       | 74               | 20               | 24               | 44               | 54               | 4       | 0       | 0       | 0       | 18      |
| 2001–02   | «Г'юстон Аерос»         | АХЛ       | 78               | 24               | 21               | 45               | 71               | 14      | 1       | 6       | 7       | 12      |
| 2002–03   | «Норфолк Едміралс»      | АХЛ       | 77               | 23               | 38               | 61               | 60               | 9       | 2       | 6       | 8       | 9       |
| 2002–03   | «Чикаго Блекгокс»       | НХЛ       | 2                | 0                | 0                | 0                | 0                | —       | —       | —       | —       | —       |
| 2003–04   | «Норфолк Едміралс»      | АХЛ       | 4                | 3                | 3                | 6                | 6                | —       | —       | —       | —       | —       |
| 2003–04   | «Чикаго Блекгокс»       | НХЛ       | 76               | 11               | 20               | 31               | 54               | —       | —       | —       | —       | —       |
| 2004–05   | «Мальме Редгокс»        | Елітсерія | 38               | 7                | 6                | 13               | 102              | —       | —       | —       | —       | —       |
| 2005–06   | «Колорадо Аваланч»      | НХЛ       | 82               | 9                | 31               | 40               | 51               | 8       | 0       | 1       | 1       | 4       |
| 2006–07   | «Колорадо Аваланч»      | НХЛ       | 78               | 15               | 20               | 35               | 36               | —       | —       | —       | —       | —       |
| 2007–08   | «Флорида Пантерс»       | НХЛ       | 67               | 14               | 23               | 37               | 34               | —       | —       | —       | —       | —       |
| 2008–09   | «Флорида Пантерс»       | НХЛ       | 80               | 7                | 12               | 19               | 29               | —       | —       | —       | —       | —       |
| 2009–10   | СК Берн                 | НЛА       | 34               | 13               | 20               | 33               | 24               | 15      | 5       | 7       | 12      | 8       |
| 2010–11   | СК Берн                 | НЛА       | 50               | 10               | 17               | 27               | 22               | 6       | 3       | 0       | 3       | 6       |
| 2011–12   | «Рокфорд ІйсХоґс»       | АХЛ       | 36               | 7                | 14               | 21               | 20               | —       | —       | —       | —       | —       |
| 2011–12   | ХК «Лугано»             | НЛА       | 10               | 5                | 1                | 6                | 4                | 6       | 0       | 3       | 3       | 4       |
| 2012–13   | ХК «Лугано»             | НЛА       | 50               | 13               | 24               | 37               | 44               | 6       | 1       | 6       | 7       | 6       |
| 2013–14   | ХК «Лугано»             | НЛА       | 50               | 18               | 26               | 44               | 52               | 5       | 0       | 0       | 0       | 10      |
| 2014–15   | ХК «Лугано»             | НЛА       | 47               | 9                | 21               | 30               | 14               | 6       | 3       | 0       | 3       | 2       |
| 2015–16   | «Лінц Блек-Вінгс»       | EBEL      | 52               | 13               | 47               | 60               | 40               | 12      | 3       | 8       | 11      | 4       |
| 2016–17   | «Лінц Блек-Вінгс»       | EBEL      | 39               | 9                | 27               | 36               | 14               | 5       | 0       | 1       | 1       | 0       |
| НХЛ разом | НХЛ разом               | НХЛ разом | 385              | 56               | 106              | 162              | 204              | 8       | 0       | 1       | 1       | 4       |